# Fuseum
Il Fuseum è la casa museo che raccoglie le opere dell'artista Brajo Fuso. Si trova a Perugia, sulla collina di Montemalbe.

## Storia
Etimologicamente, Fuseum deriva dalla fusione tra la parola latina museum e il cognome Fuso. È l'originale museo personale voluto da Brajo Fuso e realizzato a partire dal 1960 con l'incoraggiamento della moglie Bettina (Elisabetta Rampielli). Si tratta di un complesso architettonico artistico-museale costituito da 13.500 m² di terreno adibito a parco d'arte, in un bosco di lecci e corbezzoli popolato di sculture e opere realizzate con i più svariati materiali: lamiera, ferro, cemento, alluminio, vetro, ceramica, plastica.
Il Fuseum nasce contemporaneamente come contenitore e come contenuto: è stato destinato dall'artista a ospitare nella Galleria le sue opere. Il parco stesso, con le sue composizioni e le particolari conformazioni architettoniche delle costruzioni, progettate (e spesso anche materialmente realizzate) dallo stesso Brajo Fuso, fa pensare a un organismo autonomo, al punto da costituire, nell'insieme, una grande opera d'arte all'aperto, anche se le varie componenti hanno tutte una loro identità. Nel febbraio 1980, dopo che l'artista perugino decise di non trasferire la sua produzione artistica in Francia (come gli fu ripetutamente richiesto dal critico, poeta e artista André Verdet), il Fuseum venne donato da Brajo Fuso stesso, insieme alla moglie Bettina, alla Fondazione Sodalizio di San Martino, antica istituzione perugina di assistenza agli anziani operante a Perugia fin dal 1574.
L'ente proprietario, nel 2008, ne ha affidato la cura e la direzione artistica alla Fondazione Ecomuseo Colli del Tezio Onlus, presieduta da Gianmaria Fontana di Sacculmino.

## Struttura
Il Fuseum, nel suo insieme, è così costituito:

### Garigiostro
Si tratta di un locale adiacente alla galleria, oggi destinato alla ricezione. Il termine deriva dalla passione di Brajo Fuso per la creazione di neologismi; in questo caso, ai tempi di Fuso il locale era adibito a garage per la sua auto.

### Galleria d'immagini

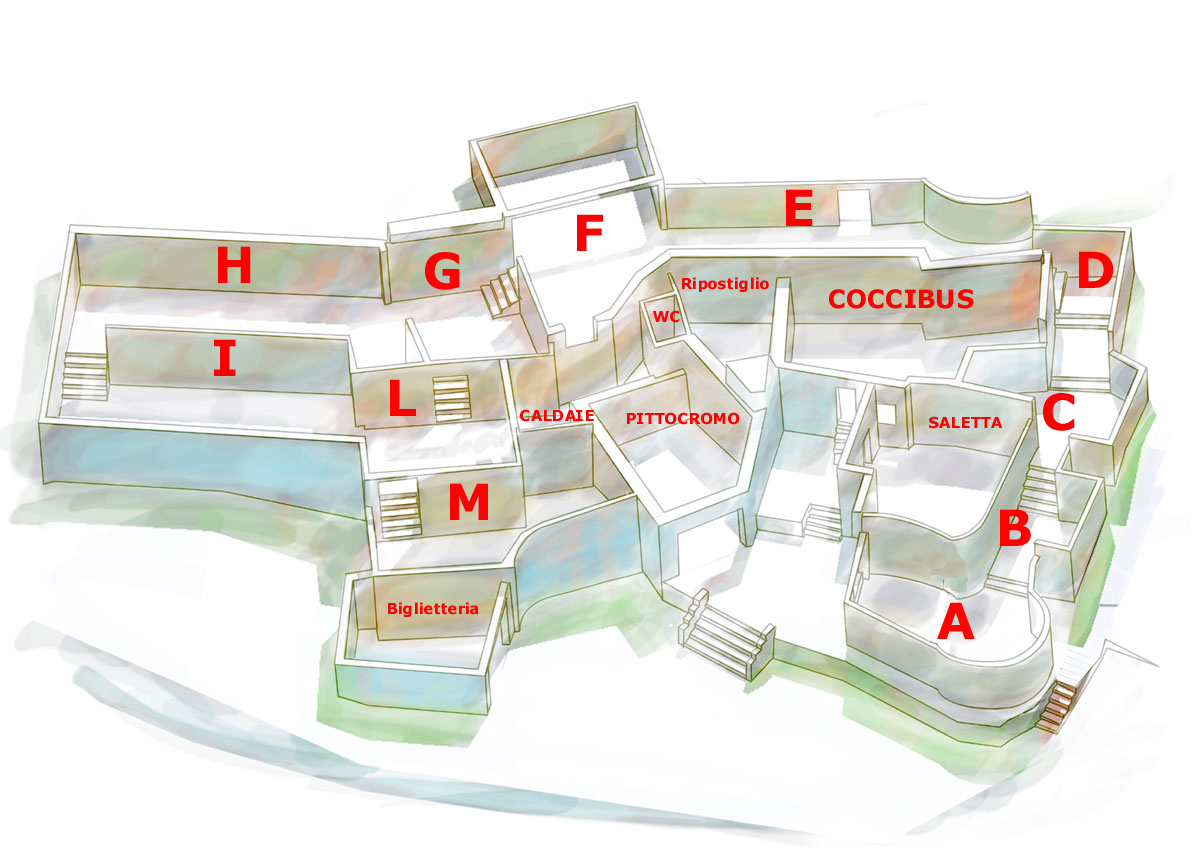
Mappa della galleria

È il nucleo espositivo del Fuseum, costituito da padiglioni rettangolari dai tetti bassi, fatti con blocchi di cemento che seguono l'inclinazione della collina alla quale si appoggiano. La galleria è improntata a un'estrema semplicità: è formata da undici piccole sale (oltre al Coccibus e al Pittocromo), segnalate da Brajo stesso con le lettere dell'alfabeto dalla A alla M. Raccoglie una selezione di circa 110 opere tra le più rappresentative della poetica dell'artista, coprendo tutti i periodi e i temi trattati da Brajo Fuso a partire dalle prime esperienze illustrative e descrittive degli anni '40, fino agli ultimi lavori portati a termine poco prima della sua morte, nel 1980. I titoli delle sue creazioni - Sacco, Legno, Cromoggetto, Plastica - spesso riflettono il principale materiale usato che prende il sopravvento nell'opera.

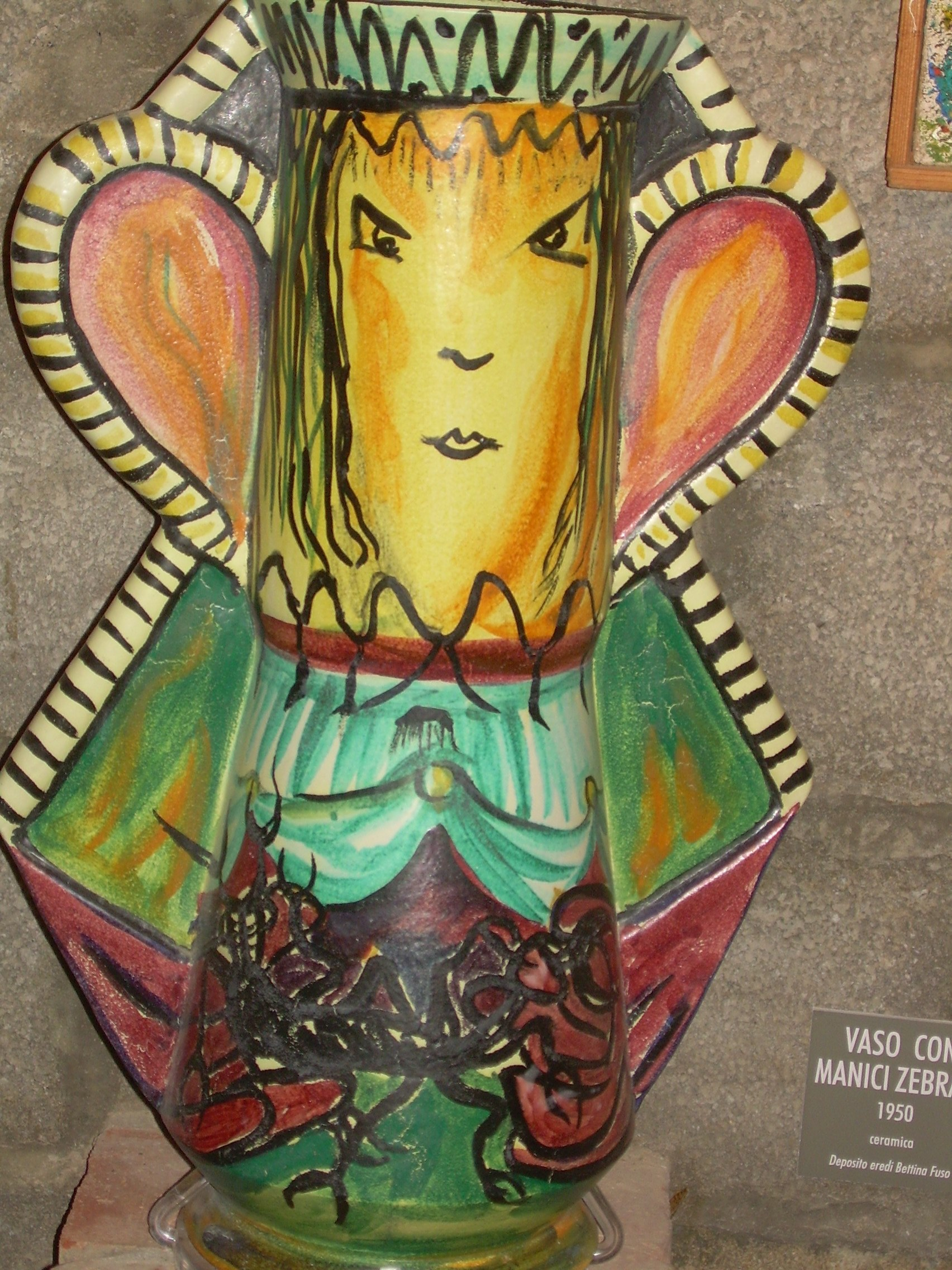
Brajo Fuso 1950 -Vaso con manici zebrati

### Coccibus
Vi sono sistemate ceramiche dalle forme particolari che testimoniano la passione di Brajo Fuso per questa materia, nata nel 1943 e che durerà fino al 1968, forgiando originali creazioni artistiche dalla suggestione quasi surrealista: vasi dalle forme poco convenzionali, lampade, candelabri vivacemente colorati o trattati semplicemente in bianco e nero, fino a inventare con le Metalloceramiche un connubio tra ceramica e metallo.

### Pittocromo

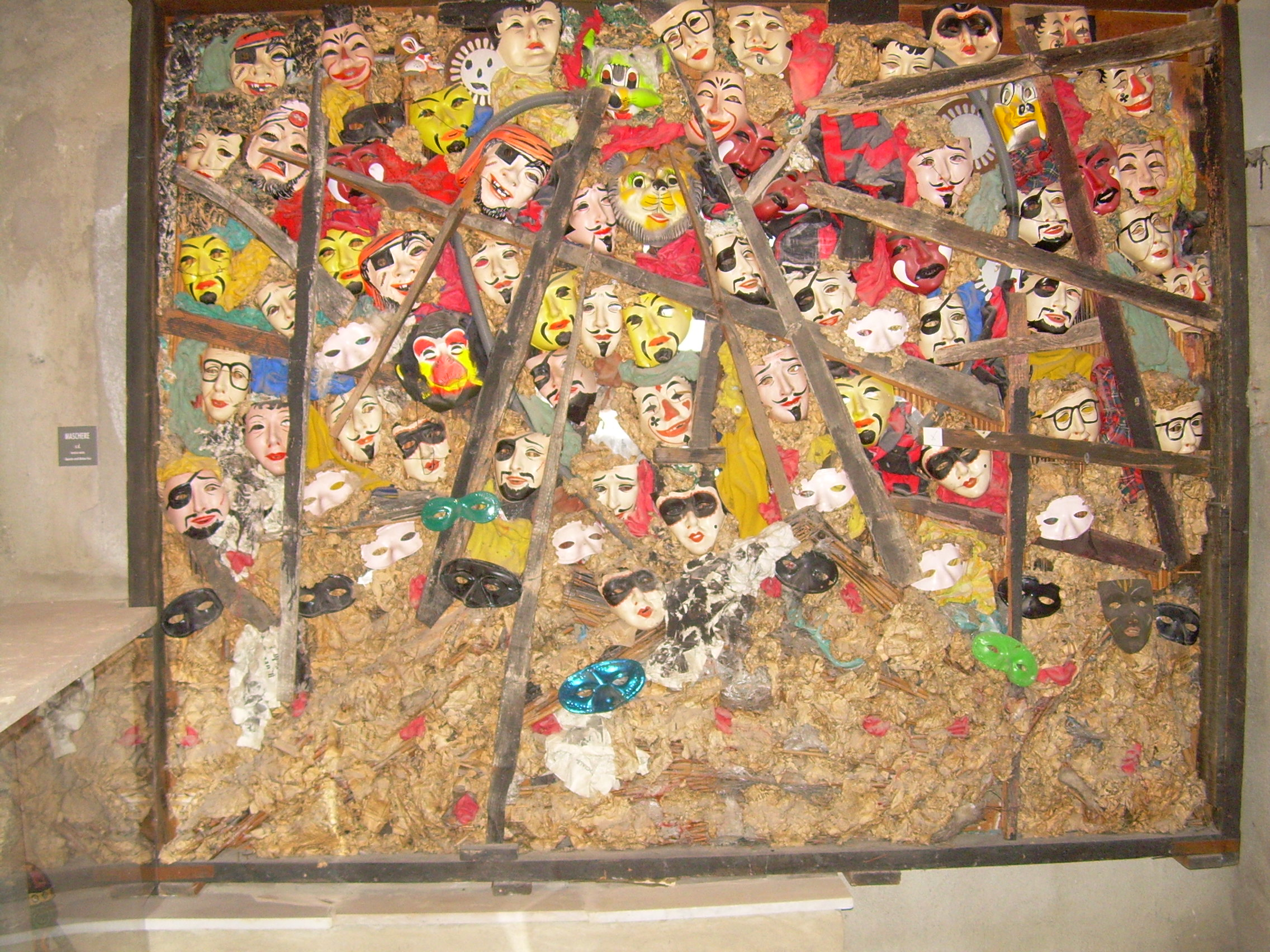
Brajo Fuso - Carnevale - opera facente parte della Galleria del Fuseum

È la sala dove Brajo Fuso dava vita alle sue creazioni artistiche una volta che si allontanava dall'abitazione di Perugia (all'ultimo piano di Palazzo Cesaroni). Il Pittocromo conserva i materiali con cui l'artista creava le sue opere: dai barattoli ai tappi, dalle vernici ai tubetti di colore, dalle polveri ai pennelli. L'armadietto dipinto da Fuso conserva al suo interno alcuni oggetti personali, mentre la bacheca aperta mostra gran parte degli utensili necessari per realizzare i suoi assemblaggi.

### Brajta

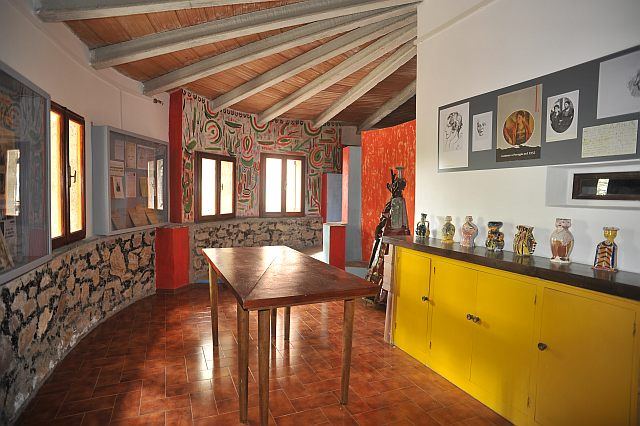
Interno della Brajta

È una piccola costruzione di poche decine di metri quadrati, che costituiva il rifugio estivo di Brajo e Bettina Fuso. La loro abitazione principale era in centro a Perugia, all'ultimo piano di Palazzo Cesaroni, dove i coniugi avevano dato vita a uno dei più vivi salotti culturali della città, ospitando importanti esponenti della cultura di quel periodo: da Renato Guttuso (che farà un celebre ritratto di Bettina) a Giulio Carlo Argan, da Cesare Zavattini a Giuseppe Ungaretti, da Felice Casorati a Mario Mafai, da Gianna Manzini a Enrico Falqui e a Massimo Binazzi, per citare solo alcuni nomi.
All'interno della Brajta vi sono ancora i tavoli, le panche, le sedie dipinte da Brajo e i cassettoni-letto da lui decorati. Nel giardino ovale antistante la Brajta si possono ammirare alcune grandi opere in cemento intitolate Gli Olimpionici, che Fuso realizzò nel 1960 per celebrare le Olimpiadi di Roma.

### Sala Bettina
È la galleria dedicata da Fuso all'esposizione delle opere della moglie Elisabetta Rampielli (meglio conosciuta come Bettina Fuso), valente pittrice espressionista e figurativa, che frequentò l'Accademia di Belle Arti come allieva di Arturo Checchi. La Sala Bettina, oltre a essere un luogo espositivo per mostre di giovani artisti, come da volontà testamentarie di Fuso, è anche adibita a salotto culturale attrezzato per la ristorazione.

### Sala degli Elleni
La Sala degli Elleni all’inizio non esisteva; al suo posto c’era una terrazza dove Bettina Fuso era solita prendere il sole. Qualche anno dopo, per timore che le acque piovane si infiltrassero nel salone sottostante (la Sala Bettina), Brajo fa costruire un perimetro in muratura con un rudimentale tetto. Il locale ricavato diventa un grande magazzino per le sue opere. Nel 2015 la sala è stata completamente ristrutturata ed è ora il principale spazio al chiuso per gli eventi al Fuseum. Ospita dibattiti, conferenze, incontri culturali, proiezioni, letture ed eventi legati alla cultura. Deve il suo nome agli Elleni, imponenti opere antropomorfe prima esposte nel parco e poi riposte proprio in questo spazio per essere preservate dagli agenti atmosferici. Tre dei nove Elleni sono tuttora presenti nella sala, come suoi anfitrioni. Altri due sono nella Galleria, uno nella Brajta. Gli ultimi tre si trovano al Museo Civico di Palazzo della Penna, a Perugia.

### Scribarius
È il piccolo locale che Brajo Fuso utilizzava per elaborare i suoi scritti. All’esterno ospita un vecchio telefono, uno degli scherzi disseminati dall’artista nel bosco per divertirsi insieme agli amici.

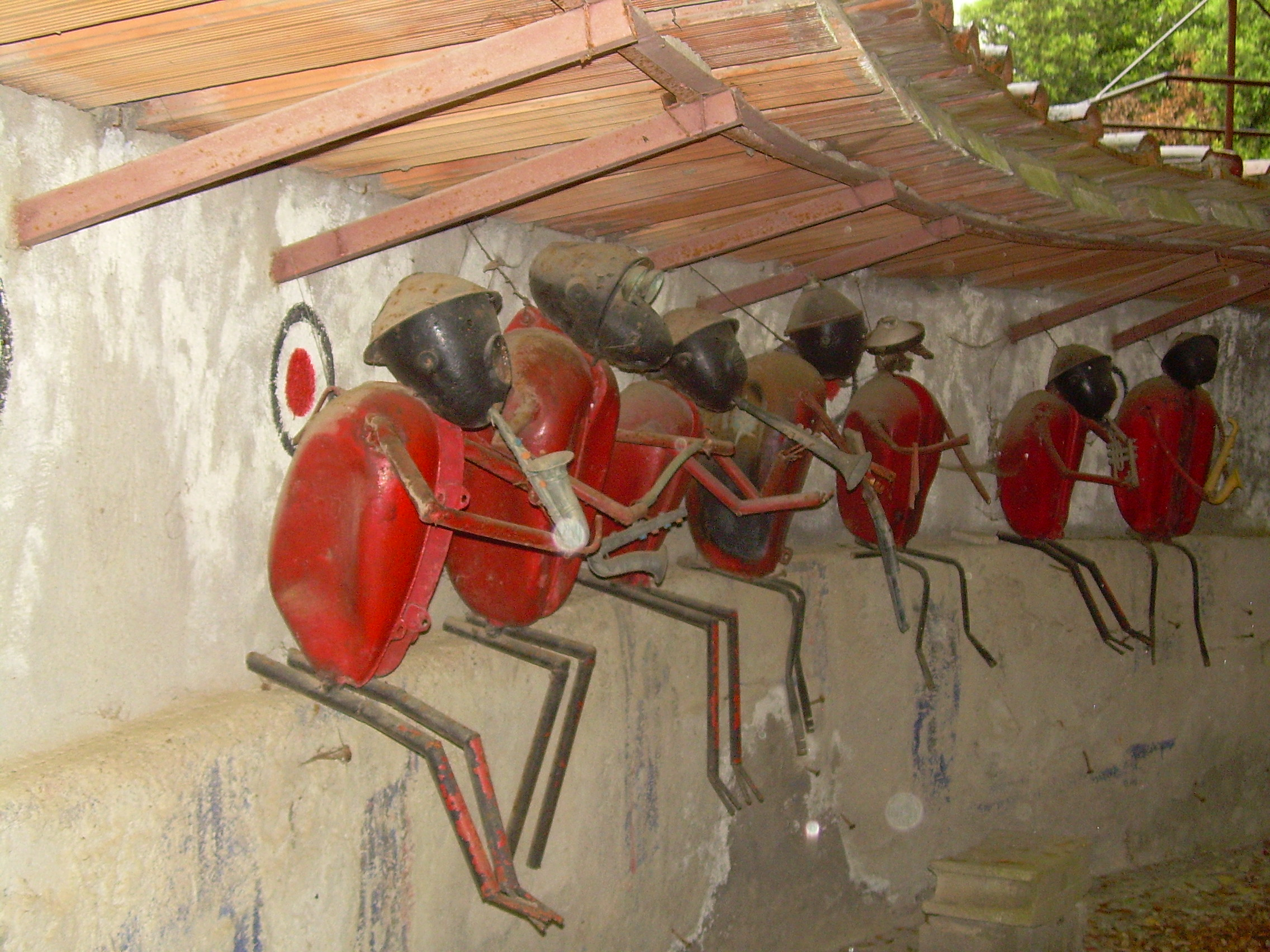
Brajo Fuso - Le sette note- realizzate con serbatoi di motociclette, installate all'ingresso del parco del Fuseum

### Il parco d'arte: strutture e opere
È un bosco-giardino attraversato da una rete di sentieri e costellato di grandi opere realizzate con materiali di recupero cari a Brajo Fuso: pezzi di ferro, marmo, alluminio, latta, cemento, vetro, legno, plastica, ceramica e così via.
La forma astratta delle opere è a volte costruita con elementi ben riconoscibili, quali tubi, ruote di bicicletta, differenziali di auto e radiatori di treno che l'artista ha combinato in forme artistiche. Nascono così numerose composizioni disseminate all'interno del bosco di lecci, chiamate Il vomere, La ruota, La dentata, L'istrice, Il ramarro, Tubolari, Vespagiraffa, Cerchiocerchioni.
Tutto costituisce ornamento architettonico-artistico allo spazio naturale, come le Sculture mobili appese agli alberi che, mosse dal vento, producono dei suoni o le Pratosculture realizzate usando bottiglie di vetro capovolte fissate nel terreno. All'interno del parco c'è un laghetto chiamato La Troscia, oltre a un piccolo anfiteatro a gradinate detto Bociarius davanti al quale sono sistemate delle sculture in alluminio degli anni '60. L'anfiteatro ospita eventi teatrali, musicali e coreutici durante i mesi estivi.

### Brajzoo
L'eclettismo e la vena umoristica di Brajo lo portano a rappresentare uno zoo con un gran numero di animali realizzati in lamiera, ferro, cartapesta e gesso. Trovano posto la giraffa, alcuni fenicotteri, la gru, bruchi, pinguini, salamandre, che convivono con animali più domestici. Oggi gli animali del Brajzoo vivono in armonia con l’opera Le quattro stagioni, un fondale con motivi vegetali realizzato dagli street artist PabloZanga e awzo178.

## Direzione
Il Fuseum è stato chiuso per lungo tempo dopo la morte dell'artista; dal 2008 la gestione è stata affidata alla Fondazione Ecomuseo Colli del Tezio Onlus, presieduta da Gianmaria Fontana di Sacculmino, che è conservatore e direttore artistico del luogo d'arte.